# Zdzisław Kostrzewa
Zdzisław Kostrzewa (26. října 1955, Vratislav – 20. května 1991, Melbourne) byl polský fotbalový brankář. Zemřel při pracovním úrazu.

## Fotbalová kariéra
Hrál v polské nejvyšší soutěži za týmy Zagłębie Wałbrzych, Zagłębie Sosnowiec a Śląsk Wrocław, nastoupil ve 182 ligových utkáních. V Poháru vítězů pohárů nastoupil ve 2 utkáních a v Poháru UEFA nastoupil v 6 utkáních. Za polskou reprezentaci nastoupil v letech 1978–1981 ve 3 utkáních. Na Mistrovství světa ve fotbale 1978 byl členem týmu, ale do zápasu nenastoupil. V nižších soutěžích hrál i za tým Ślęza Wrocław a v Austrálii za Maribyrnong Polonia.

## Ligová bilance
| Ročník              | Zápasy | Góly | Klub               |
| ------------------- | ------ | ---- | ------------------ |
| Ekstraklasa 1973/74 | 13     | 0    | Zagłębie Wałbrzych |
| Ekstraklasa 1975/76 | 15     | 0    | Zagłębie Sosnowiec |
| Ekstraklasa 1976/77 | 27     | 0    | Zagłębie Sosnowiec |
| Ekstraklasa 1977/78 | 29     | 0    | Zagłębie Sosnowiec |
| Ekstraklasa 1978/79 | 0      | 0    | Zagłębie Sosnowiec |
| Ekstraklasa 1979/80 | 24     | 0    | Śląsk Wrocław      |
| Ekstraklasa 1980/81 | 24     | 0    | Śląsk Wrocław      |
| Ekstraklasa 1981/82 | 17     | 0    | Śląsk Wrocław      |
| Ekstraklasa 1982/83 | 26     | 0    | Śląsk Wrocław      |
| Ekstraklasa 1983/84 | 7      | 0    | Śląsk Wrocław      |
| CELKEM Ekstraklasa  | 182    | 0    |                    |